# Recopa de Europa de baloncesto 1971-72
La Recopa de Europa de Baloncesto 1971-72 fue la sexta edición de esta competición organizada por la FIBA que reunía a los campeones de las ediciones de copa de los países europeos. Tomaron parte 21 equipos, cinco menos que en la edición precedente, repitiendo como campeón el Simmenthal Milano italiano. Hubo un cambio de formato en la competición, sustituyéndose los cuartos de final por una fase de grupos entre seis equipos.

## Participantes
| Italia              | 2 | Fides Napoli            | Simmenthal Milano |
| Albania             | 1 | Partizani Tirana        |                   |
| Austria             | 1 | Handelsministerium      |                   |
| Bélgica             | 1 | Racing Bell Mechelen    |                   |
| Bulgaria            | 1 | Levski-Spartak          |                   |
| Checoslovaquia      | 1 | Spartak ZJŠ Brno        |                   |
| Dinamarca           | 1 | Gladsaxe                |                   |
| Inglaterra          | 1 | Sutton & Crystal Palace |                   |
| Finlandia           | 1 | Helsingin Kisa-Toverit  |                   |
| Francia             | 1 | Denain-Voltaire         |                   |
| Grecia              | 1 | AEK                     |                   |
| Israel              | 1 | Maccabi Haifa           |                   |
| Luxemburgo          | 1 | Arantia Larochette      |                   |
| Países Bajos        | 1 | Fiat Stars              |                   |
| Portugal            | 1 | Coimbra                 |                   |
| España              | 1 | Juventud Schweppes      |                   |
| Siria               | 1 | Ghouta                  |                   |
| Turquía             | 1 | Beşiktaş                |                   |
| Alemania Occidental | 1 | Mainz                   |                   |
| Yugoslavia          | 1 | Crvena zvezda           |                   |

## Primera ronda
| Equipo 1                | Agr.    | Equipo 2               | Ida    | Vuelta |
| ----------------------- | ------- | ---------------------- | ------ | ------ |
| Spartak ZJŠ Brno        | 224–150 | Arantia Larochette     | 111–65 | 113–85 |
| Fides Napoli            | 164–120 | Mainz                  | 82–49  | 82–71  |
| Juventud Schweppes      | 4–0*    | Partizani Tirana       | 2–0    | 2–0    |
| Sutton & Crystal Palace | 171–118 | Gladsaxe               | 83–68  | 88–50  |
| Maccabi Haifa           | 158–200 | Denain-Voltaire        | 82–109 | 76–91  |
| Racing Bell Mechelen    | 190–144 | Coimbra                | 113–71 | 77–73  |
| Ghouta                  | 0–4*    | Levski-Spartak         | 0–2    | 0–2    |
| AEK                     | 139–111 | Beşiktaş               | 72–45  | 67–66  |
| Handelsministerium      | 4–0*    | Fiat Stars             | 2–0    | 2–0    |
| Crvena zvezda           | 196–139 | Helsingin Kisa-Toverit | 95–62  | 101–77 |

* El Partizani Tirana (por razones políticas), Ghouta y Blue Stars Amsterdam renunciaron antes de la competición, y sus rivales recibieron un marcador de 2-0.

## Segunda ronda
| Equipo 1           | Agr.    | Equipo 2                | Ida    | Vuelta |
| ------------------ | ------- | ----------------------- | ------ | ------ |
| Spartak ZJŠ Brno   | 151–168 | Fides Napoli            | 69–76  | 82–92  |
| Juventud Schweppes | 217–107 | Sutton & Crystal Palace | 120–62 | 97–45  |
| Denain-Voltaire    | 146–158 | Racing Bell Mechelen    | 74–68  | 72–90  |
| Levski-Spartak     | 170–184 | AEK                     | 103–69 | 67–115 |
| Handelsministerium | 158–205 | Crvena zvezda           | 90–97  | 68–108 |

Clasificado automáticamente para la fase de cuartos de final
- Simmenthal Milano (defensor del título)

## Cuartos de final
Los cuartos de final se jugaron con un sistema de todos contra todos, en el cual cada enfrentamiento a doble vuelta contaba como un único partido.
|  | Clasificados para semifinales |

|    | Equipo               | PJ | Pts | G | P | PF  | PC  | Dif. |
| -- | -------------------- | -- | --- | - | - | --- | --- | ---- |
| 1. | Fides Napoli         | 2  | 4   | 2 | 0 | 335 | 321 | +14  |
| 2. | Juventud Schweppes   | 2  | 3   | 1 | 1 | 303 | 314 | -11  |
| 3. | Racing Bell Mechelen | 2  | 2   | 0 | 2 | 325 | 328 | -3   |

|    | Equipo            | PJ | Pts | G | P | PF  | PC  | Dif. |
| -- | ----------------- | -- | --- | - | - | --- | --- | ---- |
| 1. | Crvena zvezda     | 2  | 4   | 2 | 0 | 322 | 307 | +15  |
| 2. | Simmenthal Milano | 2  | 3   | 1 | 1 | 345 | 279 | +66  |
| 3. | AEK               | 2  | 2   | 0 | 2 | 296 | 377 | -81  |

## Semifinales
| Equipo 1           | Agr.    | Equipo 2          | Ida   | Vuelta |
| ------------------ | ------- | ----------------- | ----- | ------ |
| Fides Napoli       | 152–161 | Simmenthal Milano | 69–85 | 83–76  |
| Juventud Schweppes | 153–160 | Crvena zvezda     | 83–70 | 70–90  |

## Final
21 de marzo, Alexandreio Melathron, Salónica
| Equipo 1          | Resultado | Equipo 2      |
| ----------------- | --------- | ------------- |
| Simmenthal Milano | 74–70     | Crvena zvezda |

| 21 de marzo de 1972 | Simmenthal Milano           | 74–70       | Crvena zvezda                       | |  |
|                     | Parciales: 47-34, 27-36     |             |                                     | |  |
|                     | Estadísticas Art Kenney, 23 | Reporte Pts | Estadísticas Ljubodrag Simonović 18 | Pabellón: Alexandreio Melathron, Salónica Asistencia: 8.000 espectadores Árbitros: Erwin Kassai (HUN), Kostas Dimou (GRE) |  |

| Campeón de la Recopa de Europa 1971–72 |
| -------------------------------------- |
| Simmenthal Milano 2º título            |